# Bauerschaft Wester

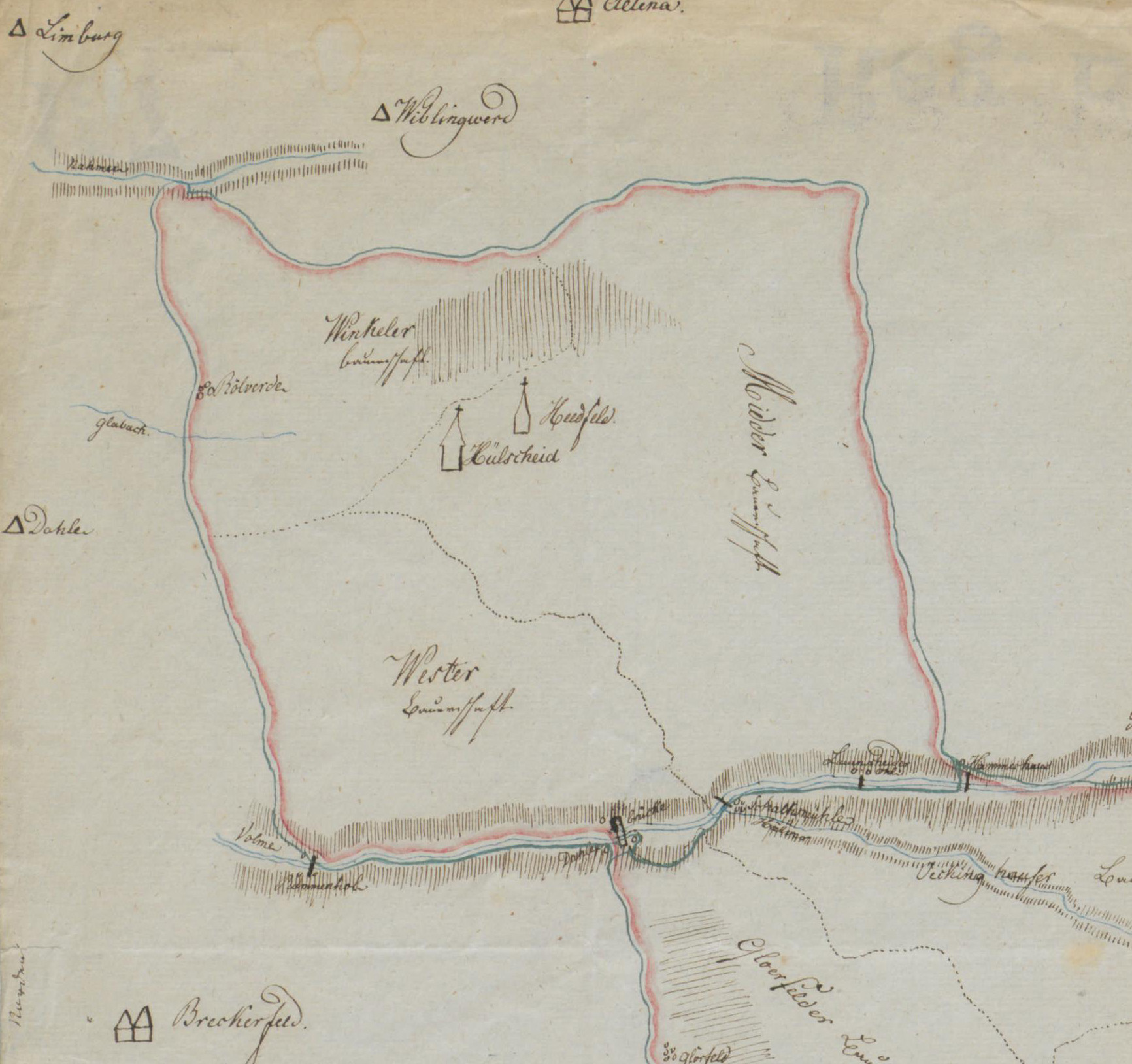
Die drei Bauerschaften im Kirchspiel Hülscheid um 1810

Die Bauerschaft Wester war bis in die erste Hälfte des 19. Jahrhunderts eine von drei Bauerschaften des Kirchspiels und der Landgemeinde Hülscheid innerhalb der Bürgermeisterei Halver des Kreises Altena. Das Gebiet der Bauerschaft gehört heute überwiegend zur Gemeinde Schalksmühle im Märkischen Kreis.
1818 besaß die Bauerschaft 353 Einwohner. 1838 besaß die Bauerschaft zehn Mühlen und Fabriken, 58 Wohnhäuser und 71 landwirtschaftliche Gebäude. Die zu dieser Zeit 364 Einwohner gehörten bis auf eine Ausnahme dem evangelischen Glauben an.
Neben dem Dorf Harrenscheid gehörten der Bauerschaft die Höfe Holthausen, Muhler Hagen, Muhl, Linscheid, Stallhaus und Dahlhausen an, sowie die Kotten Kuhlenhagen, Twieströmen, Becke, Oelken und Dahlerbrück, die Pulvermühle Muhler Ohl, die Eisenwalze Trimpopshammer und das Hammerwerk Hütte.